# WiLL Cypha
WiLL Cypha — субкомпактный автомобиль на базе Toyota Vitz, выпускавшийся с 2002 по 2005 год подразделением WiLL компании Toyota. Пришёл на смену модели WiLL Vi.

## Описание
WiLL Cypha дебютировал в сентябре 2002 года. Он разделял множество своих механических компонентов (включая 1,3-литровые двигатели 2NZ и 1,5-литровые двигатели 1NZ) с Ist. Дизайн разработан в стиле Vitz/Yaris, однако кузов имеет более угловатый вид. Примечательными особенностями являются задние фонари, расположенные вровень с задним стеклом, придающие вид Renault Mégane II, и характерные фары, которые имеют четыре фонаря с каждой стороны, расположенные вертикально. Дверные ручки и центральная консоль круглые. Как и в случае с предшественником, WiLL Vi, сборка WiLL Cypha была организована на заводе Central Motors со штаб-квартирой в Охире, штат Мияги, Япония. 
В 2001 году автомобиль был анонсирован как WiLL VC, однако в 2002 году было подтверждено название WiLL Cypha. 

Cypha (слова «кибер» (англ. «cyber») и «фаэтон» (англ. «phaeton») в сочетании друг с другом) — один из первых автомобилей Toyota с телематической системой G-Book. Также автомобиль продвигался к продажам под названием «оплата по мере использования» (англ. «pay as you go»), что означало, что покупателю была предоставлена возможность не покупать автомобиль с ежемесячными платежами, а вместо этого арендовать автомобиль и оплачивать только ежемесячный счёт в зависимости от того, как далеко он проехал за месяц. Когда водитель больше не хотел иметь автомобиль, он возвращал автомобиль в дилерский центр Toyota. 
- WiLL VC
- WiLL Cypha (вид спереди)
- WiLL Cypha (вид сзади)